# Javan
Segons el llibre del Gènesi, capítol desè, Javan és el fill de Gómer i pare d'Elixà, Tarsís, els quitites i els rodanites.
Segons Flavi Josep, que reprodueix una creença tradicional, Javan era l'avantpassat dels grecs, cosa que repeteix Isidor de Sevilla a les Etimologies. El nom de Javan s'aplicava també a Grècia i als grecs en general, ja que es relacionava amb els jonis (grec antic Ἴωνες Iōnes, grec homèric Ἰάονες Iáones; grec micènic *Ιναϝονες). En època moderna es creia que l'heroi mític Ió, ancestre dels jonis, era aquest Javan.